# I. Sándor vlagyimiri nagyfejedelem
Alekszandr Nyevszkij (oroszul: Алекса́ндр Яросла́вич Не́вский, Alekszandr Jaroszlavics Nyevszkij, 1220. május 13. – 1263. november 14.) vlagyimiri nagyfejedelem (1252–63), kijevi (1246–52) és novgorodi fejedelem (1236–52). Az orosz történelemben fontos szerepet játszott, sikerrel harcolt a germán és svéd invázió ellen, miközben kiegyező politikát folytatott a mongol Arany Hordával. 1547-ben az orosz ortodox egyház szentté avatta. A Nyevszkij nevet a Néva folyónál a svédek felett aratott győzelme után kapta.

## Élete
A Rurik-dinasztiából származó II. Jaroszláv Vszevolodovics vlagyimiri nagyfejedelem fiaként született. 1236-ban Novgorod fejedelmévé (elöljárójává) választották, 1239-ben feleségül vette a polocki fejedelem lányát.
1240-ben, amikor a svédek megtámadták az oroszokat, Alekszandr visszaverte a támadást az Izsora és a Néva folyók találkozásánál. Győzelme után megpróbált beleavatkozni a város életébe, ami miatt száműzték. Amikor IX. Gergely pápa biztatására a Német Lovagrend megtámadta az oroszokat, hogy „terjessze a kereszténységet”, Novgorod visszahívta Alekszandrt, aki 1242-ben a Csúd-tavi csatában legyőzte a németeket. Emellett harcolt a finnek és a litvánok ellen is.
1246-ban meghalt II. Jaroszláv, miközben a mongol Arany Horda keletről elkezdte elfoglalni az orosz területeket. A trónért harcoló Alekszandr és öccse, Andrej Batu kánhoz fordultak, aki a nagykánhoz küldte őket. A nagykán, a szokásokat megbontva nem Alekszandrt, hanem fiatalabb testvérét nevezte ki vlagyimiri nagyfejedelemnek, Alekszandrt pedig kijevi fejedelemnek tette meg – valószínűleg azért, mert Batu kán maga Alekszandrt látta volna szívesebben a vlagyimiri trónon, a nagykán pedig nem szívelte Batu kánt. Mikor Andrej más orosz fejedelmekkel szövetkezni kezdett a mongolok ellen, Alekszandr beárulta testvérét Szártaknak, Batu kán fiának, aki hadsereggel fosztotta meg Andrejt a tróntól és ültette helyére Alekszandrt, aki ezután fián, Vaszilijon keresztül Novgorodot is uralta. Mikor a mongolok új adókat akartak behajtani az oroszoktól, Novgorod népe fellázadt. Alekszandr Nyevszkij, attól tartva, hogy a novgorodi lázadás miatt a mongolok egész Oroszországon bosszút állhatnak, hadseregével kényszerítette a várost a megadásra, és így elősegítette a mongol uralom kiterjesztését orosz földön. Nyevszkij mongolokkal történő kiegyezését az egyház is támogatta, mert tartottak a pápával egyezkedő, mongolellenes fejedelmektől, illetve a mongol uralom alatt az ortodox egyház viszonylagos biztonságban érezte magát, és adómentességet is élvezett.
1262-ben általános lázadások törtek ki a muszlim adóbehajtók ellen, ezért Nyevszkij a Volga menti Szaraj városába utazott a kánhoz, megakadályozandó a megtorlásokat. Sikerrel járt, és azt is sikerült elérnie, hogy az oroszok között ne toborozzanak katonákat a tervezett iráni hadjárathoz. 1263-ban, Gorogyecben halt meg.

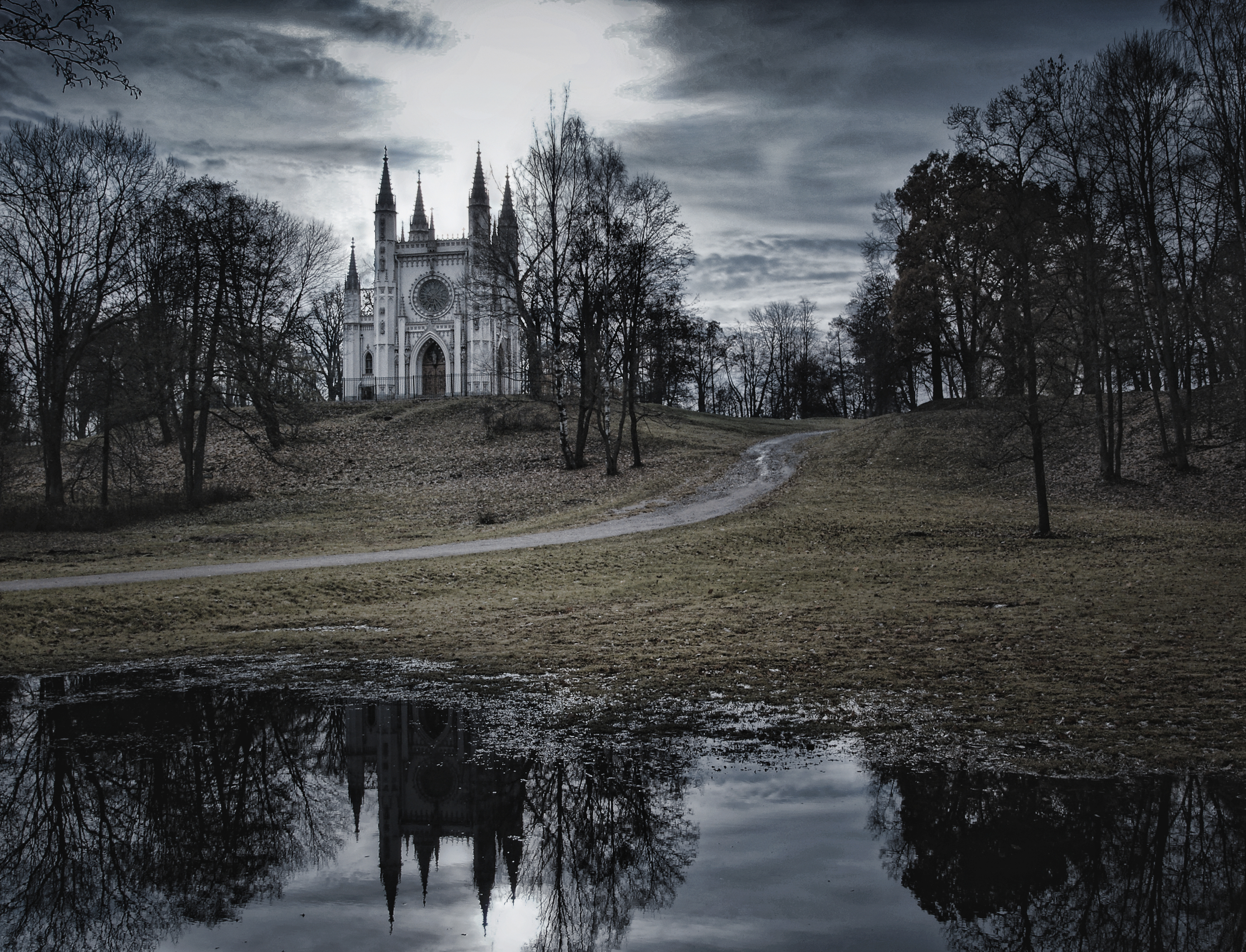
Szent Alekszandr Nyevszkij-templom az Alexandria Parkban, a Peterhofban

Fia, Danyiil Alekszandrovics megalapította a Rurik-dinasztia moszkvai ágát, és leszármazottai egészen 1598-ig uralták a területet. Nyevszkij halála után azonban Oroszország ismét több kisebb fejedelemségre esett szét.

## Emlékezete
Eisenstein A jégmezők lovagja (Александр Невский, 1938) című filmjében formálta meg alakját.